# Лебрен, Пьер-Антуан
Пьер-Антуан Лебрен (фр. Pierre-Antoine Lebrun; 1785—1873) — французский поэт и драматург.
Член французской академии, при Наполеоне III сенатор, автор од и нескольких трагедий («Ulysse» и «Marie Stuart»), в своё время имевших успех.